# Kalpetta
Kalpetta est une ville indienne située dans l’État du Kerala et le district de Wayanad. En 2011, sa population était de 31 580 habitants.

## Source de la traduction
- (en) Cet article est partiellement ou en totalité issu de l’article de Wikipédia en anglais intitulé « Kalpetta » (voir la liste des auteurs).